# The FIELD OF VIEW FINAL LIVE “Live Horizon-SUPERIOR 2002 〜Gift of Memories〜”
『the FIELD OF VIEW FINAL LIVE “Live Horizon-SUPERIOR 2002 〜Gift of Memories〜”』（ザ・フィールド・オブ・ビュー・ファイナル・ライブ・ライブ・ホライズン・スーペリア・トゥー・サウザンド・トゥー・ギフト・オブ・メモリーズ）は、FIELD OF VIEWの最初で最後のライブDVDである。2003年2月12日発売。発売元はZAIN RECORDS。

## 解説
- FIELD OF VIEWの初めてのライブDVDであり、FIELD OF VIEWのメンバー公認全作品の中で最後に発売された作品である。
- 2002年11月28日に渋谷公会堂で行われた、ラストライブの模様を、2枚組で全曲収録している。
- 特典映像として、過去のライブ映像の中から、1996年の「Live Horizon Ver.1」から13曲、1997年の「Live Horizon Ver.2」から10曲、1999年の「Live Horizon Ver.3 “NOWHERE NOWHERE”」から10曲、2000年の「Live D.N.A -ID001- “CAPSULE MONSTER”」から11曲をそれぞれダイジェストで収録している。詳しい演奏楽曲は収録内容を参照のこと。

## 収録内容

### DISK.1
1. 青い傘で
2. Last Good-bye
3. ナチュラル
4. 奇跡の花
5. Specially
6. I Want…
7. Fly to Xxxx
8. セピア
9. この街で君と暮らしたい
10. アンダンテ
11. 夢見続けて今も
12. 渇いた叫び
13. めぐる季節を越えて
14. ドキッ
15. DAN DAN 心魅かれてく
16. Special Contents〜Live Digest〜
1996 Live Horizon Ver.1:突然〜Rainy day～Growin' Love〜Wake up!!〜Moon Light〜恋が愛に変わってゆくまでに〜明日のために〜君の声が聴きたくて〜夢見続けて今も〜Believe myself〜Dear old days〜The Way Of My Life〜When I call your name
1997 Live Horizon Ver.2:ドキッ〜もう一度〜迷わないで〜Someday〜あの時の中で僕らは〜桜咲くこの場所で〜あの頃の僕に〜THINK OF MYSELF〜DAN DAN心魅かれてく〜大空へ
1998 Live Horizon Ver.3:風よ〜終わらない恋-ひとつになれる-〜君を照らす太陽に〜想い出すよ 君の笑顔を〜君がいないだけ〜孤独なTraveler〜君がいたから〜きっと離れていても〜I'm thinking a lot of you〜そばにいたかった-STAND ALONE-
2000 Live D.N.A -ID001-:SPECIALLY〜Still〜僕らはもう一度やり直せるから〜流れる雲〜Tomorrow〜夏の雨〜Last Good-bye〜Loversday〜Time is gone〜青い傘で〜愛のカケラ

### DISK.2
1. Melody
2. 突然
3. ある晴れた日
4. Dreams
5. 夏の記憶
6. 夏の片隅で
7. 冬のバラード
8. everywhere
9. THINK OF MYSELF
10. Still
11. サヨナラ～Love Is Pain?～
12. 桜咲くこの場所で
13. Beautiful day
14. SNOW FIELD
15. PROMISE YOU
16. 大空へ
17. 君がいたから
18. gift
19. Holiday